# Периметър (система)
„Периметър“ (означение по ГРАУ 15Е601, в Западна Европа и САЩ известна като Dead Hand) е комплекс за автоматично задействане на масиран ответен ядрен удар, разработен от СССР през Студената война и на въоръжение днес в Руската федерация. „Периметър“ е система, отговаряща за поддържането на руските ядрени инсталации в бойна готовност в случай на криза или извънредно положение, когато е възможно връзката на тези инсталации с командването (генерален щаб и президент) да бъде прекъсната.

## Концепция
Решението за употреба на ядрено оръжие е в ръцете на държавния глава, като то се съгласува предварително с висшестоящи военни и дипломатически лица. В Русия (по-рано СССР) ключовите възли на тази командна структура са организирани в системата „Казбек“, разработена по времето на Юри Андропов и приета на въоръжение при Константин Черненко (1985). „Периметър“ се явява аварийна система — в случай, че връзките между върховното командване на въоръжените сили и Ракетните войски със стратегическо предназначение бъдат прекъснати от американски ядрен удар, тя трябва да поеме контрола върху поделенията с ядрени заряди от всички родове войски и да организира ответния удар.
Системата може да бъде напълно автоматична и се задейства ръчно при сигнал за ядрена атака. Така дори командните пунктове да бъдат унищожени от вражески удари и всички ръководни лица да загинат, ответният удар срещу противника би бил гарантиран.

## История
В хода на Студената война, особено през 1970-те и 1980-те години, технологиите за радиоелектронно въздействие срещу врага напредват значително. Появява се нужда от подсигуряване на връзката между висшите командни звена и пусковите установки за стратегически оръжия. Съветските военни инженери изработват проект за ракета с комуникационно оборудване, която да бъде изстреляна в случай, че командните звена на стратегическите ракетни войски бъдат поразени. Ракетата подава команда за изсрелване до всички ракетни инсталации на територията на СССР.
Работата по ракетата е възложена на конструкторско бюро „Южное“. За основа на командната ракета е използвана МР-УР-100. Преработената ракета получава означението 15А11, и до декември 1975 година чертожният проект е завършен. На мястото на бойната глава се поставя мощен радиопредавател, разработен от конструкторско бюро Алмаз (тогава „Стрела“) в Оренбург. За изпитателни цели са изработени общо 10 ракети 15А11. По време на изпитанията са изпробвани антените на ракетата и наземните приемни устройства. Проведени са общо шест успешни пуска, и един частично успешен. Едновременно с това се провеждат изпитания на издръжливостта на наземните установки срещу ядрени взривове. Тестовете са провеждани в Арзамас-16 и архипелага Нова земя.
Изпитанията доказват работоспособността на комплекса. Министерството на отбраната на СССР нарежда фунцкиите на комплекса да се разширят, и дейността му да засяга не само ракетните войски, но и военноморските и военновъздушните сили. През 1982 завършват последните изпитания, и през януари 1985 година комплекс „Периметър“ е приет на въоръжение и въведен в бойна готовност.

## Компоненти
- Командни пунктове – четири самодостатъчни командни пункта, разположени в европейска Русия, чиято функция е да поддържат комплекса в бойна готовност.
- Командни ракети – най-известният компонент от комплекса. Ракетите са снабдени с мощни радиопредаватели и са проектирани да издържат на ефектите от ядрен взрив. С шахтово базиране.
- Приемни устройства – гарантират приемането на сигнали от командните ракети.
- Автономна система за командване и контрол – непотвърдено. Това е предполагаема система от сензори, автоматични пунктове и приемници, която следи военните честоти и търси признаци за наличие на ядрен взрив на руска територия – радиоактивно лъчение, смущения в атмосферното налягане, сеизмични вълни и други. В интервю за списание Wired, един от главните разработчици на системата – Владимир Яринич – описва механизмът ѝ на действие. При активиране системата би се опитала да определи дали на руска територия е имало ядрен взрив. Ако взривът се потвърди, ще бъде направен опит за свързване с генералния щаб. Ако се получи отговор и в следващите 15 минути до един час няма признаци за нападение, системата се изключва автоматично. Ако не се установи връзка с генералния щаб, протоколите за изстрелване се предават на най-висшестоящия оцелял член на военното ръководство, който трябва да даде команда за нанасяне на ответен удар.[3]В случай, че системата не получи отговор от такъв – се предприема действие според алгоритмите за приоритетност на целите биват нападнати тактическите обекти в Европа и САЩ, както и най-гъсто населените места, което предполага почти пълно унищожение на света

### Непотвърдени
- УВБ-76 „Жужалка“ – радиостанция на къси вълни (4625 килохерца), непрекъснато предаваща радиограми;
- Ямантау — планински масив в южен Урал, предполагаема ядрено-ракетна база или команден бункер. Намира се в близост до закритите селища Межгорие (Уфа-105) и Снежинск (Челябинск-70).

## Състояние
Според множество сведения, включително руското военно ръководство, системата се поддържа в бойна готовност.